# Филип IV (Фалкенщайн)
Вижте пояснителната страница за други личности с името Филип IV.
Филип IV фон Фалкенщайн (на немски: Philipp IV von Falkenstein; * ок. 1282/1287; † сл. 1328) от фамилията Фалкенщайн, е господар на замъка „Фалкенщайн“ в Пфалц, господар на Мюнценберг.

## Произход
Той е син на Филип II фон Фалкенщайн († 1293) и първата му съпругата му вилдграфиня Гизела фон Кирбург († 1313), дъщеря на вилдграф Емих II фон Кирбург-Шмидтбург († 1284) и съпругата му Елизабет фон Монфор († сл. 1269).

## Фамилия
Първи брак: пр. 17 септември 1299 г. с Елизабет фон Цигенхайн († пр. 1304), дъщеря на граф Лудвиг II фон Цигенхайн († 1288/1294). Те имат една дъщеря:
- Фия/Бехте († сл. 1333)

Втори брак: пр. 1304 г. с Аделхайд (Удалхилдис) фон Ринек (* 1286; † сл. 10 октомври 1313), дъщеря на Томас фон Ринек († 1292) и Берта фон Катценелнбоген († 1307). Те имат две дъщери:
- Бехте/Берта († 1342), омъжена 1331 г. за Райнхард I фон Вестербург († 1353)
- Елизабет († 1328), омъжена за рауграф Хайнрих III фон Нойенбаумбург († 1344)

Трети брак: сл. 10 октомври 1313 г. с графиня Йохана фон Сарверден († сл. 1347), дъщеря на граф Йохан I фон Сарверден († 1310). Те имат децата:
- Филип V (ок. 1314 – 1343), господар на Мюнценберг & Лаубах, женен пр. 1329 г. за Елизабет фон Ханау-Фалкенщайн († сл. 1365), дъщеря на Улрих II фон Ханау
- Йохан I фон Фалкенщайн († август 1365), господар на Мюнценберг
- Агнес фон Фалкенщайн (ок. 1314 – 1376), омъжена 1349 г. за граф Готфрид VII фон Цигенхайн († 1372)
- Шонета († 1370), монахиня в Паденхаузен
- Катарина († 1370), монахиня в Паденхаузен
- Маргарета († сл. 1389), монахиня в Паденхаузен (1347 – 1389)
- Куно II фон Фалкенщайн (ок. 1320 – 1388), архиепископ и курфюрст на Трир (1362 – 1388)